# Фъстъкоглава фенерна цикада
Фъстъкоглавите фенерни цикади (Fulgora laternaria) са вид насекоми от семейство Fulgoridae.
Таксонът е описан за пръв път от Карл Линей през 1758 година.